# Кабешов, Алексей Вадимович
Алексей Вадимович Кабешов (род. 22 июня 1991 года, Иваново) — российский волейболист, либеро, игрок сборной России (2018), мастер спорта.

## Карьера
Алексей Кабешов начинал заниматься волейболом в ивановской СДЮСШОР № 3 под руководством Олега Станиславовича Ершова. В 2009 году был приглашён в Екатеринбург и на протяжении трёх сезонов выступал за «Локомотив-Факел» — фарм-команду «Локомотива-Изумруда» в высшей лиге «Б» и Молодёжной лиге чемпионата России.
В 2010 году вместе с двумя одноклубниками, Иваном Никишиным и Никитой Стуленковым, получил вызов от Сергея Шляпникова в молодёжную сборную России. В её составе Алексей стал победителем чемпионата Европы в Беларуси, а спустя год выиграл золотую медаль на чемпионате мира в Бразилии и на обоих турнирах признавался лучшим либеро.
В сезоне-2011/12 Алексей Кабешов привлекался к матчам за «Локомотив-Изумруд» в Суперлиге, а в составе «Локомотива-Факела» стал серебряным призёром Молодёжной лиги и обладателем приза лучшему принимающему финального этапа. С начала сезона-2012/13 выступал за вторую команду новосибирского «Локомотива» в высшей лиге «А», но в феврале 2013 года на правах аренды перешёл в сургутский клуб «Газпром-Югра».
В октябре 2013 года Алексей Кабешов завоевал бронзу на чемпионате мира U23 в Уберландии, в 2015 году в составе второй сборной России стал бронзовым призёром I Европейских игр в Баку, а со студенческой командой — чемпионом Универсиады в Кванджу.
В 2016—2018 годах выступал за уфимский «Урал», из которого перешёл в самарскую «Нову».
1 июня 2018 года в Софии дебютировал в национальной сборной России в матче Лиги наций с командой Австралии, и, став по ходу турнира основным либеро сборной, завоевал в её составе золотую медаль. В том же году Кабешов входил в расширенный состав команды Сергея Шляпникова на чемпионат мира, но был вынужден досрочно покинуть расположение сборной из-за травмы спины.
В декабре 2018 года в связи с возникшими у «Новы» финансовыми проблемами покинул самарскую команду и подписал контракт с московским «Динамо». В сезоне-2020/21 выиграл в составе столичной команды Кубок и чемпионат России, а после его завершения вернулся в «Газпром-Югру». С осени 2023 года выступал за «Локомотив-Изумруд», спустя год перешёл в другой клуб высшей лиги «А» — «Ярославич».

## Семья
Старшей сестрой Алексея является волейболистка, чемпионка мира 2010 года Екатерина Уланова (Кабешова).